# Semantic Scholar
Semantic Scholar (англ. Semantic Scholar (S2) — поисковая интернет-платформа, разработанная в Институте искусственного интеллекта Аллена. Проект был запущен в 2015 году. Поиск научных публикаций производится с поддержкой искусственного интеллекта для статей в научных журналах. Поисковый сервис комбинирует машинное обучение, обработку естественного языка и машинного зрения, чтобы добавить слой семантического анализа к традиционным методам анализа цитирования. Semantic Scholar выделяет наиболее важные статьи, а также связи между ними.
Авторизация в поисковой системе осуществляется через Фейсбук, Твиттер и Google.
Для каждой найденной статьи приводится аннотация, данные по цитированию и его динамике и ссылка на ресурс, где можно найти полный текст статьи.

## Индексация
Semantic Scholar является бесплатным инструментом, и в отличие от аналогичных поисковых систем (например, Google Scholar), не ищет материалы, находящиеся за платным доступом.
Одно исследование сравнило объем индекса Semantic Scholar с Google Scholar и показало, что для статей, цитируемых вторичными исследованиями в области компьютерных наук, охват обоих индексов был сопоставимым — каждая из систем пропустила лишь несколько статей.

## Количество пользователей и публикаций
По состоянию на январь 2018 года, после проекта 2017 года, в котором были добавлены биомедицинские статьи и тематические резюме, корпус Semantic Scholar теперь включает более 40 миллионов статей по информатике и биомедицине. В марте 2018 года Даг Рэймонд, который разработал инициативы в области машинного обучения для платформы Amazon Alexa, был нанят для руководства проектом Semantic Scholar. По состоянию на август 2019 года количество включенных метаданных статей (не самих PDF-файлов) выросло до более чем 173 миллионов после добавления записей Microsoft Academic Graph. В 2020 году партнерство между Semantic Scholar и журналом University of Chicago Press сделало все статьи, опубликованные в издательстве University of Chicago Press, доступными в каталоге Semantic Scholar. К концу 2020 года Semantic Scholar проиндексировал 190 миллионов статей. В 2020 году число пользователей Semantic Scholar достигло семи миллионов в месяц.